# سوئد غربی

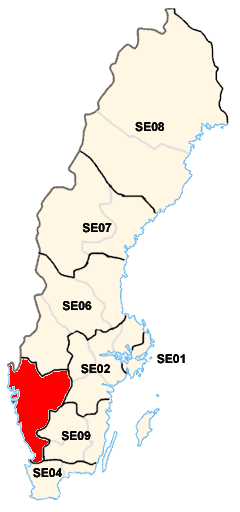
سوئد غربی

سوئد غربی (به سوئدی: Västsverige) یکی از ناحیه‌های سوئد است. ناحیه‌ها بخش‌هایی از فهرست آماری اتحادیه اروپا هستند.

## جغرافیا
این ناحیه در جنوب غربی سوئد واقع شده است. پس از استکهلم این ناحیه پرجمعیت‌ترین ناحیه در سوئد می‌باشد. ناحیه‌های سوئد میانه شمالی، سوئد میانه شرقی، اسملاند و جزیره‌ها و سوئد جنوبی با این ناحیه مرز مشترک دارند.
ار شهرهای مهم این ناحیه می‌توان به گوتنبورگ، بوراس، هالمستاد، وانرسبورگ، آدوالا، ترولهاتان، لینشوپینگ و مولندال اشاره کرد.

## تقسیمات
سوئد غربی از ۲ استان تشکیل شده است :
- هاللاند (مرکز: هالمستاد)
- وسترا گوتلاند (مرکز: گوتنبورگ)